# Harmothoe exanthema
Harmothoe exanthema är en ringmaskart som först beskrevs av Grube 1856.  Harmothoe exanthema ingår i släktet Harmothoe och familjen Polynoidae. Utöver nominatformen finns också underarten H. e. bergstromi.